# Îlot Frontière
L'Îlot Frontière (Boundary Island ou Boundary Islet) est une petite île australienne située dans le détroit de Bass. 
L'île est séparée en deux par la frontière entre les états de Victoria et de Tasmanie, lui donnant son nom.
Cette frontière est l'unique frontière terrestre de Tasmanie.
Avant l'unification australienne, cette frontière était une frontière internationale. D'une longueur de 85m, c'est la frontière internationale terrestre la plus courte n'ayant jamais existé. 